# Tsibine RSR
Conçu au début de la Guerre froide, le Tsibine RSR, en russe : « Цыбин РСР » (pour « Реактивный Стратегический Разведчик », « Reactivnyi Strategicheskii Razvedchik, signifiant « Reconnaissance stratégique à réaction »), était un concept soviétique d'avion de reconnaissance stratégique à grande vitesse et long rayon d'action, capable d'atteindre une vitesse de Mach 3.

## Conception et développement
En 1954, le bureau d'études (OKB) de Pavel Tsibine commença le développement d'un bombardier stratégique supersonique propulsé par statoréacteurs, le « RS » (en russe : « Цыбин РС », pour « Реактивный Стратегический »). Ce concept se montra irréalisable et un dérivé plus petit, le « 2RS », fut proposé. Il aurait été en mesure d'atteindre des portées intercontinentales en étant lancé directement en vol depuis un bombardier Tu-95 modifié.
Ce concept fut lui aussi infructueux, l'avion étant incapable de retourner à sa base s'il était utilisé pour une mission intercontinentale, tandis qu'il était incapable d'emporter une bombe nucléaire. Le concept fut alors de nouveau modifié, cette fois en un avion de reconnaissance capable d'opérer depuis des pistes conventionnelles, le « RSR ». Comme les statoréacteurs ne pouvaient pas être utilisés pour le décollage, ils furent remplacés par des turbofans.
Conçu d'après les lignes d'un projet publié pour la première fois le 26 juin 1957, le RSR était essentiellement construit en aluminium, avec un long fuselage de section circulaire qui abritait une cabine pressurisée pour le pilote, ainsi que des caméras et le carburant. De nombreux efforts furent réalisés pour obtenir une structure légère et diminuer les distorsions créées par la chaleur des vols à hautes vitesses, ce qui permit d'éliminer l'emploi d'acier de titane pour la structure. Celle-ci devait toutefois atteindre les 220 °C par endroits et certaines parties de l'avion — ailerons, ailes externes et certaines portions de la queue — durent être conçues avec un alliage d'aluminium et de béryllium. Les ailes étaient trapézoïdales, fines, et avaient un faible allongement, leur angle de flèche étant de 58°. Les moteurs, deux turbofans Soloviev D-21, étaient installés aux extrémités des ailes. L'avion avait un train d'atterrissage monotrace (deux jambes principales alignées longitudinalement) et des balancines sous les nacelles des moteurs. Tous les éléments mobiles de contrôle — ailerons et gouvernes — étaient actionnés hydrauliquement et un système de ressenti artificiel devait être installé pour le pilote. L'avion embarquait un total de 7 600 kg de carburant dans des réservoirs internes, auxquels s'ajoutaient 4 400 kg de carburant contenus dans deux réservoirs externes largables effilés. Il était prévu qu'il vole à une vitesse supérieure à Mach 2 (2 090 km/h) à 20 000 mètres d'altitude, lui donnant un rayon d'action de 3 760 km. Une installation de reconnaissance typique à bord aurait dû se composer de deux caméras AFA-200 (focale de 200 mm) plus une caméra AFA-1000 ou AFA-1800, les schémas présentant généralement quatre caméras. Parmi les autres équipements étaient prévus des systèmes optiques divers, un radar panoramique, un pilote automatique, un système de navigation astro-inertiel et un compas gyroscopique, un système d'alerte radar et des systèmes de contremesures électroniques passives et actives. Une Auxiliary Power Unit et un chauffage fonctionnant au propane étaient chargés de maintenir à bonne température tous les équipements de l'avion, placés au centre du fuselage
À l'automne 1956, les fonds furent débloqués pour la construction d'un prototype simplifié à taille réelle de la nouvelle formule aérodynamique, le « NM-1 », dont la construction fut achevée en septembre 1958. Prévu pour les tests de maniabilité à basse vitesse, le NM-1 possédait un fuselage en tubes d'acier recouvert d'un revêtement en duralium et contreplaqué. Cet avion, propulsé par deux turboréacteurs Mikouline AM-5, effectua ses premiers essais de roulage le 1er octobre 1959 et son premier vol le 7 avril de la même année, aux mains du pilote d'essais Amet-Khan Sultan et suivi par un Yak-25. Le plan de ce premier vol prévoyait un décollage à 220 km/h, mais l'avion ne parvint pas à décoller avant d'avoir atteint une vitesse de 325 km/h. Le chariot utilisé pour le décollage fut largué à une hauteur de 40 m et une vitesse de 400 km/h puis fut détruit lors de son impact avec le béton de la piste. Plus tard un parachute automatique fut installé pour régler ce problème. Effectuant de légères corrections en roulis, Sultan réalisa un circuit à une hauteur de 1 500 m à une vitesse de 500 km/h avant de revenir se poser à une vitesse de 275 km/h, soit 90 km/h plus vite que prévu. Après un total de 32 vols d'essais, l'avion fut jugé comme ayant d'excellentes qualités de vol, avec toutefois une légère instabilité en roulis. D'après les résultats de ces essais, le RSR fut redessiné — sous la désignation de « R-020 Igla » — au début de l'année 1959 pour le rendre plus manœuvrable à haute altitude : il fut en effet proposé d'effectuer des tonneaux à 42 000 m d'altitude pour éviter les missiles surface-air.
La structure du RSR de 1960 possédait de nombreuses différences avec celle conçue en 1957. Les ailes reçurent huit nervures principales forgées et usinées entre le fuselage et les nacelles des moteurs, au lieu des cinq initialement prévues sur l'ancienne version. Le bord d'attaque reçut des becs pouvant s'incliner vers la bas avec un angle maximal de 10°, tendis que son profil était plus acéré. La surface alaire globale fut virtuellement maintenue identique en installant de petites extensions — en fait des apex — à l'extérieur des moteurs. Toutefois, ces extensions n'apportèrent pas les gains de performances attendus par Tsibine et le TsAGI et furent simplement retirées des exemplaires produits, bien qu'elles demeurent toujours présentes sur les plans. L'empennage horizontal fut lui-aussi redessiné, avec seulement 65 % de sa surface initiale, un profil plus acéré et une envergure de seulement 3,8 m. Son actionneur principal fut déplacé en avant de son pivot et le réservoir no 6 dut également être déplacé vers l'avant et raccourci. De la même manière que le plan horizontal, la dérive fut fortement réduite en dimensions et reçut une forme plus acérée, tout en étant également déplacée vers l'avant. Le train d'atterrissage fut reconçu et doté cette fois de jambes principales à quatre roues, les balancines présentes sous les moteurs étant alors remplacées par des patins actionnés hydrauliquement et permettant simplement d'éviter le contact des nacelles avec le sol lors des roulages.
Le pilote bénéficiait d'un meilleur champ de vision, sa verrière étant plus profonde et le pare-brise étant désormais en forme de V très pointu, à la place du modèle plat initial. La baie abritant les caméras fut redessinée avec un fond plat et des portes coulissantes. Le nez de l'appareil reçut des indicateurs d'angle d'incidence et un tube de Pitot fut installée en avant de la dérive. Les réservoirs largables virent leur diamètre augmenté mais leur longueur diminuée, passant de 11,4 m à seulement 5,8 m. Les turbofans Soloviev n'étant pas disponibles, ils furent remplacés par des turboréacteurs avec postcombustion Toumanski R-11F-300 — le moteur utilisé par le MiG-21 — de 38,69 kN de poussée (56,39 kN avec postcombustion), installés dans des nacelles plus fines et plus longues.
Les plans du nouvel appareil furent envoyés à l'usine no 99 d'Oulan-Oudé (ru), pour la fabrication de cinq exemplaires de présérie du R-020. Les cinq cellules étaient virtuellement prêtes, attendant seulement de recevoir leurs moteurs. En avril 1961, alors que dix autres appareils étaient prévus, Nikita Khrouchtchev donna l'ordre d'annuler le programme et d'envoyer les exemplaires existants à la destruction. L'équipe de développement refusa d'envoyer immédiatement les appareils à la ferraille, arguant qu'ils étaient extrêmement proches de prendre l'air et qu'ils avaient permis de réaliser de formidables avancées dans de nombreux domaines techniques. Ils furent finalement détruits quatre ans plus tard lorsque l'équipe fut dispersée, même si quelques pièces parvinrent à être sauvées et terminèrent leur existence en exposition à l'Institut d'aviation de Moscou.
De la même manière que l'Avro 730 britannique, le RSR semble finalement avoir été mis sur la touche par les dirigeants politiques, ces derniers ayant mis l'accent sur le développement de missiles très coûteux devant hypothétiquement remplacer l'emploi de tels avions à hautes performances. Seuls les États-Unis continuèrent à investir dans de tels développements, donnant naissance au SR-71 Blackbird, qui démontra des caractéristiques exceptionnelles pendant plus de quarante ans.

## Spécifications techniques (NM-1)
Données de « Soviet X-Planes et « The Osprey Encyclopedia of Russian Aircraft 1875–1995 ».
Caractéristiques générales
- Équipage : 1 pilote
- Longueur : 28 m
- Envergure : 10,66 m
- Surface alaire : 64 m2
- Masse à vide : 9 100 kg
- Masse maximale au décollage : 19 870 kg
- Moteur : 2 turboréacteurs avec postcombustion Toumanski R-11, 60,65 kN chacun
- Carburant : 10 700 kg

 Performances 
- Vitesse maximale : 2 600 km/h (12 000 m)
- Plafond : 22 500 m

### Articles
- (en) Piotr Butowski, « Steps Towards 'Blackjack' : Soviet supersonic intercontinental bombers before the Tu-144 », Air Enthusiast, Stamford, Lincolnshire (Royaume-Uni), Key Publishing, no 73,‎ janvier/février 1998, p. 36-49 (ISSN 0143-5450).
- (en) « Plane Facts », Air International, Bromley, Royaume-Uni, Fine Scroll, vol. 12, no 2,‎ février 1977, p. 98.

### Culture populaire
- Le Tsibine RSR apparait largement dans le diptyque de la série "Classic" des Aventures de Buck Danny, Opération Rideau de Fer (n°5 - 2018) et Alerte Rouge (n°6 - 2019).